# Olympische Sommerspiele 1968/Teilnehmer (Dominikanische Republik)
| Gelbes Symbol für Goldmedaillen mit stilisierten Olympischen Ringen | Graues Symbol für Silbermedaillen mit stilisierten Olympischen Ringen | Braundes Symbol für Bronzemedaillen mit stilisierten Olympischen Ringen |
| ------------------------------------------------------------------- | --------------------------------------------------------------------- | ----------------------------------------------------------------------- |
| —                                                                   | —                                                                     | —                                                                       |

Die Dominikanische Republik nahm an den Olympischen Sommerspielen 1968 in Mexiko-Stadt mit einer Delegation von 18 männlichen Athleten an 16 Wettkämpfen in fünf Sportarten teil. Ein Medaillengewinn gelang keinem der Athleten.

## Teilnehmer nach Sportarten

### Boxen
- Ramón Puello
Leichtgewicht: in der 1. Runde ausgeschieden

- Donato Cartagena
Halbweltergewicht: in der 1. Runde ausgeschieden

### Gewichtheben
- Ramón Silfa
Federgewicht: Wettkampf nicht beendet

- José Pérez
Halbschwergewicht: 22. Platz

### Leichtathletik
Männer
- Porfirio Veras
100 m: im Vorlauf ausgeschieden
200 m: im Vorlauf ausgeschieden
4-mal-100-Meter-Staffel: im Vorlauf ausgeschieden

- Alberto Torres
200 m: im Vorlauf ausgeschieden
4-mal-100-Meter-Staffel: im Vorlauf ausgeschieden

- José L’Oficial
400 m: im Vorlauf ausgeschieden
800 m: im Vorlauf ausgeschieden
4-mal-400-Meter-Staffel: im Vorlauf ausgeschieden

- Miguel Núñez
1500 m: im Vorlauf ausgeschieden

- Radhamés Mora
110 m Hürden: im Vorlauf ausgeschieden
4-mal-400-Meter-Staffel: im Vorlauf ausgeschieden

- Luis Soriano
4-mal-100-Meter-Staffel: im Vorlauf ausgeschieden

- Rafael Domínguez
4-mal-100-Meter-Staffel: im Vorlauf ausgeschieden

- Rolando Gómez
4-mal-400-Meter-Staffel: im Vorlauf ausgeschieden

- David Soriano
4-mal-400-Meter-Staffel: im Vorlauf ausgeschieden

### Ringen
- José Defran
Fliegengewicht, Freistil: in der 2. Runde ausgeschieden

- Onesimo Rufino
Federgewicht, Freistil: in der 2. Runde ausgeschieden

### Schießen
- Domingo Lorenzo
Trap: 55. Platz

- Riad Yunes
Skeet: 48. Platz

- Luis Santana
Skeet: 52. Platz